# Joan Manuel del Pozo i Àlvarez
Joan Manuel del Pozo i Àlvarez (La Roda de Andalucía, Andalusia, 13 de novembre de 1948) professor de filosofia i polític català d'origen andalús. Ha viscut, des de molt petit, a Ribes de Freser i Ripoll, i posteriorment a Figueres i a Girona. Va estudiar a Ripoll, Vic, Comillas i Barcelona.

## Activitat acadèmica
És doctor en Filosofia per la Universitat de Barcelona i professor de Filosofia Antiga, Filosofia Política i Ètica de la Comunicació a la Universitat de Girona (des de 1987). Havia estat professor d'Institut a Ripoll (1973-77) i catedràtic a Figueres (1977-82). Tutor d'Humanitats a la UOC (1996-06). Vicerector d'Investigació i Transferència del Coneixement a la Universitat de Girona (2000-02). Membre de la Junta Directiva de la Societat Catalana de Filosofia (2002-2007). És col·laborador i ha estat director de l'Observatori d'Ètica Aplicada a l'Acció Social, Psicoeducativa i Sociosanitària del Campus Arnau d'Escala (des de 2004). Va ser síndic de la Universitat de Girona entre 2014 i 2022, quan va ser substituït per Montserrat Palma.
En filosofia antiga ha traduït per a la Fundació Bernat Metge les obres de Ciceró De natura deorum (1988: vol. I, i 2003: vol. II), De re publica (2006) i Paradoxa Stoicorum (2013) i ha publicat la monografia Cicerón: conocimiento y política, Centro de Estudios Constitucionales, Madrid, 1993 i diversos articles sobre el mateix autor. Algunes de les publicacions en filosofia social i política són: "Libertades en equilibrio en una sociedad democrática", Sistema, núm. 103, juliol 1991, pàgs. 67-88, la col·laboració en el llibre Etica laica y sociedad pluralista, Madrid, Ed. Popular, 1993, “Valors en canvi per a una societat nova”, FRC-Fundació Rafael Campalans, n.1, oct. 2000, pàgs. 72-83, el llibre conjunt amb Aliou Diao, El blanc i el negre: un diàleg a fons sobre immigració, drets i ciutadania, editat per GRAMC-Girona, 2003, "Política i valors" a FRC-Revista de Debat Polític, núm 15, Primavera 2008, pàgs. 24-29 o la Introducció, traducció directa del llatí al català i notes de la Utopia de Thomas More, Girona, Ed. Accent, 2009. És autor de l'assaig Educacionari. Una invitació a pensar i sentir l'educació a través de seixanta conceptes, Ed. 62, 2014.
La part més significativa de les seves conferències versa sobre educació, ciutats educadores, ètica i valors, universitat i recerca, oratòria o filosofia antiga i filosofia política. Algunes de les publicacions i de les conferències que han estat redactades prèviament o transcrites a partir de gravacions, es poden trobar reproduïdes a la seva pàgina web.

## Activitat política
A les eleccions generals de 1982 va iniciar l'exercici de responsabilitats polítiques en ser elegit diputat del PSC al Congrés dels Diputats per Girona. Va ser reelegit a les eleccions generals de 1986, 1989 i 1993. Va formar part de la Comissió Constitucional, on portà temes de drets fonamentals i llibertats públiques com objecció de consciència –va ser ponent de la Llei 48/84 d'Objecció de Consciència i la Prestació Social Substitutòria-, llibertat d'expressió, sectes –va ser president de la Comissió d'Estudi de les Sectes a Espanya el 1988-89- i portaveu del Grup Socialista a la Comissió Mixta Congrés-Senat d'Investigació Científica i Desenvolupament Tecnològic, encarregada de debatre, aprovar i seguir el desplegament dels plans de recerca científica derivats de la Llei de la Ciència.
L'any 1995 va ser elegit regidor del PSC a l'Ajuntament de Girona i reelegit en els mandats de 1999 i 2003. Fou primer Tinent d'Alcalde, i exercí responsabilitats en Participació, Educació i Cooperació.
Va participar en el Pacte Nacional per l'Educació, com a coordinador de l'àmbit de Corresponsabilitat dels Ajuntaments amb l'Educació (2004-05). Fou membre del Consell Escolar de Catalunya i president de la seva Comissió de Programació (2005-06) El maig de 2006 fou nomenat pel president Pasqual Maragall conseller d'Educació i Universitats de la Generalitat de Catalunya, càrrec que exercí fins a la formació del nou govern al novembre del mateix any. Fou elegit diputat al Parlament de Catalunya i presidí la seva Comissió de Cooperació (2006-08). Conseller del Consell de Govern de la Corporació Catalana de Mitjans Audiovisuals (2008-12).